# Jasenovica (żupania istryjska)
Jasenovica – wieś w Chorwacji, w żupanii istryjskiej, w mieście Poreč. W 2011 roku liczyła 50 mieszkańców.